# 一杯酒
一杯酒（荷蘭語：Het glas wijn）是荷蘭畫家扬·弗美尔的油画作品，畫中的一名婦女正在與一名男士飲用一杯醇酒。